# カクテル・ピン

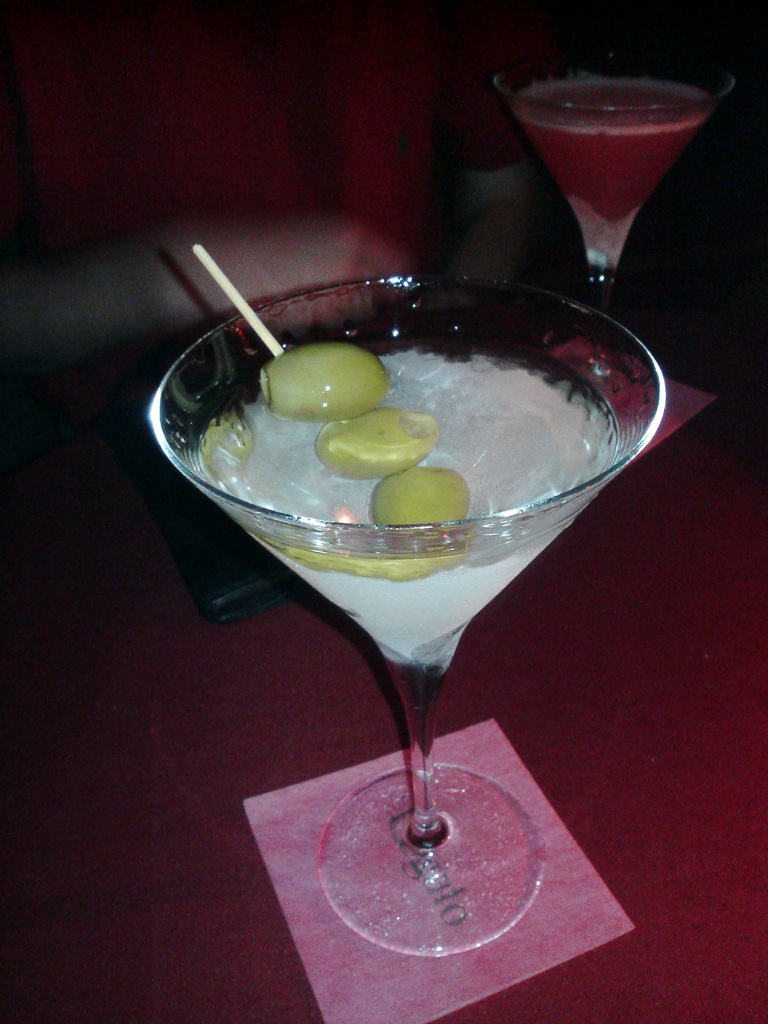
カクテル・ピンに刺したオリーブが添えられたマティーニ

カクテル・ピン（Cocktail Pin）とはオリーブやチェリーなどをカクテルにデコレーションする際に用いられるピンである。バーなどの酒類を提供する店で出される場合はデザイン性の高さから金属製のものを用いることが多いが、使い捨てにする観点からプラスチック製のものも存在する。デザインに優れるものが多いことから、バー・スプーンなどのバーツールとともにコレクターが存在する。

## カクテル・ピンと供に出されるデコレーション
- オリーブ - マティーニなど
- パールオニオン - ギブソンなど
- チェリー - マンハッタンなど
- ライム - ジン・ライムなど
- その他レモン、オレンジなど